# 第944戦闘航空団 (アメリカ軍)
第944戦闘航空団（だい944せんとうこうくうだん 944th Fighter Wing,944FW）は、アメリカ空軍・空軍予備役軍団第10空軍に属する航空団のひとつ。司令部はアリゾナ州ルーク空軍基地。
飛行訓練を行う予備役部隊として、1987年7月1日に開設された。F-16戦闘機の飛行訓練を通じて、操縦士養成を行っている。実戦任務としてイラクの飛行禁止措置に対するノーザン・ウォッチ作戦やサザン・ウォッチ作戦にも投入された。対テロ戦争の一環としてアフガニスタンにも投入された。
兵員数は約1,050名、うちフルタイム勤務は約230名である。F-16C/Dblock32を15機ほど装備している。

## 系譜
部隊名
- 第944戦術戦闘群 (944th Tactical Fighter Group)：1987年7月1日-1992年6月1日
- 第944戦闘群 (944th Fighter Group)：1992年6月1日-1994年10月1日
- 第944戦闘航空団 (944th Fighter Wing)：1994年10月1日-